# Dolné Orešany
Dolné Orešany este o comună slovacă, aflată în districtul Trnava din regiunea Trnava. Localitatea se află la altitudinea de 200 m deasupra n.m., se întinde pe o suprafață de 17,8 km2 și în 2017 număra 1.304 locuitori.

## Istoric
Localitatea Dolné Orešany este atestată documentar din 1235.

## Demografie
| An:                | 1994 | 2004   | 2014   | 2024    |
| ------------------ | ---- | ------ | ------ | ------- |
| Număr de persoane: | 1178 | 1196   | 1275   | 1430    |
| Diferență:         |      | +1,52% | +6,60% | +12,15% |

| An:                | 2023 | 2024   |
| ------------------ | ---- | ------ |
| Număr de persoane: | 1429 | 1430   |
| Diferență:         |      | +0,06% |